# Lourdes Valera
Lourdes Del Valle Valera Galvis (* 15. Juni 1963 in Caracas; † 2. Mai 2012 ebenda) war eine venezolanische Schauspielerin.

## Leben
Valera hatte bereits im Alter von 16 Jahren erste Erfahrungen in TV- und Radioprogrammen gemacht. Sie studierte Schauspiel an der Universidad Central de Venezuela und debütierte 1983 in Telenovelas.
1993 heiratete sie den Regisseur Luis Alberto Lamata.
Lourdes Valera verstarb am 2. Mai 2012 an Lungenkrebs.

## Filmografie

### TV
- 1983: Leonela
- 1984: Topacio (Telenovela)
- 1985: Cristal (Telenovela)
- 1988: Señora
- 1992: Las dos Dianas
- 1994: Cruz de nadie
- 1996: La llaman Mariamor
- 1997: Contra viento y marea
- 1998: El país de las mujeres (Telenovela)
- 1998: Enséñame a querer
- 2000: Amantes de luna llena
- 2001: Guerra de mujeres
- 2002: Las González
- 2003: Cosita rica
- 2005: Se solicita príncipe azul (Telenovela)
- 2006: Ciudad Bendita
- 2008: La vida entera
- 2011: El árbol de Gabriel (Telenovela)

### Kino
- 1994: Desnudo con naranjas
- 1995: Rosa de Francia
- 2007: 13 segundos
- 2008: El enemigo
- 2010: Taita Boves
- 2011: Patas Arriba